# جويل أرمسترونغ
جويل أرمسترونغ (بالإنجليزية: Joel Armstrong)‏ (25 سبتمبر 1981 بتشيسترفيلد في المملكة المتحدة - ) هو لاعب كرة قدم بريطاني في مركز حراسة المرمى. لعب مع نادي تشيسترفيلد ونادي شيفيلد وIlkeston F.C. ‏ وماتلوك تاون ‏ وأوست تاون ‏ ونادي برادفورد بارك أفنيو وStaveley Miners Welfare F.C. ‏.

## وصلات خارجية
- جويل أرمسترونغ على موقع قاعدة بيانات كرة القدم.إي يو (الإنجليزية)
- جويل أرمسترونغ على موقع Soccerbase.com (لاعب) (الإنجليزية)